# Jane Anderson (Journalistin)

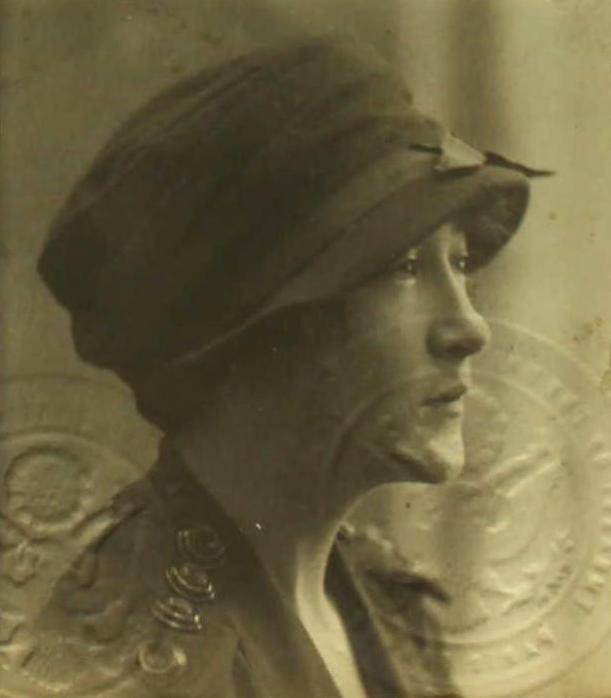
Jane Anderson (1917)

Jane Foster Anderson (* 6. Januar 1888 in Atlanta, Georgia; † nach 1945; auch „Lady Haw Haw“) war eine US-amerikanische Journalistin, Autorin und Radiopropagandistin des Großdeutschen Rundfunks.

## Lebenslauf
Anderson wuchs in Arizona auf; ihr Vater, Robert A. Anderson, war ein enger Freund Buffalo Bills. Nachdem ihre Mutter Ellen Frances, geb. Luckie im Jahr 1900 starb, lebte sie bei ihren Großeltern in Demorest, Georgia. Sie besuchte bis 1904 die Piedmont Academy in Monticello, Georgia, von der sie verwiesen wurde und später unter dem Namen Jane Foss Anderson ein College in Texas. Von 1909 bis 1915 lebte sie in New York City und schrieb erfolgreich Kurzgeschichten, von denen 14 zwischen 1910 und 1913 in überregionalen Magazinen erschienen. Sie heiratete 1910 den Komponisten Deems Taylor, ließ sich aber bald wieder scheiden.
1915 zog Anderson nach England, war Teil der High Society und Mitglied literarischer Zirkel. Als Deems Taylor wurde sie eine bekannte Kriegsberichtserstatterin für englische (London Daily Mail, Daily Express) sowie amerikanische Zeitungen und schrieb zusammen mit Gordon Bruce ein Buch über Kriegstechnik. Anderson galt als Geliebte von Joseph Conrad und H.G. Wells und war mit Rebecca West befreundet.
Sie heiratete den Spanier Marques Alvarez de Cienfuegos und war 1938 Korrespondentin im spanischen Bürgerkrieg. Von Kommunisten unter dem Vorwurf der Spionage für Francisco Franco sechs Wochen in Madrid gefangen gehalten, ließ man sie auf Intervention der U.S. Regierung wieder frei. Vermutlich wurde sie gefoltert; ihre Erlebnisse wurden mit ihrer Hinwendung zum Faschismus in Verbindung gebracht.

## Propaganda
Ab Februar 1942 sendete Jane Anderson als „The Georgia Peach“ (von den Briten „Lady Haw Haw“ genannt) über den deutschen Kurzwellensender Zeesen viermal wöchentlich Propaganda nach Amerika. TIME publizierte 1942 ein Beispiel:
„Der amerikanische Brain-Trust, fremd und das 'Land of old Glory' beherrschend, ist nichts als ein Ableger des internationalen geheimen Superstaates, den zu gleichen Teilen Sowjetrussland, das plutokratische England und Roosevelts Amerika in der hohlen, hybriden Hand halten…Roosevelt hat eine Blaskapelle aus seiner Hosentasche gezogen und ein Konzentrationslager aus den Rockschößen des Brain-Trust…Roosevelt hat gemeinsam mit Churchill Japan den Krieg erklärt…so dass das amerikanische Volk in den Krieg geht um Stalin und die internationalen Banker zu retten, welche ein und dasselbe sind… (Roosevelt) unterstützt das kommunistische China; den Reichtum der amerikanischen Nation präsentiert er Stalin als Fußschemel, dem mächtigsten Mörder der modernen Geschichte…“
Im Frühjahr 1942 schilderte sie einen luxuriösen Ausflug in eine Berliner Cocktailbar, den die Gegenpropaganda (COI) übersetzte und ihrerseits nach Deutschland sendete. Anderson wurde daraufhin abgeschaltet.
Wegen Landesverrats wurde sie am 26. Juli 1943 in den USA zusammen mit Frederick W. Kaltenbach, Robert Best, Ezra Pound, Douglas Chandler, Edward Leo Delaney, Constance Drexel und Max Otto Koischwitz angeklagt. Anderson wurde nie gefasst, vermutlich lebte sie bis zu ihrem Tod in Francos Nachkriegsspanien.